# Amphilina foliacea
Amphilina foliacea — вид паразитичних плоских червів ряду Амфилінідеї (Amphilinidea) класу Цестоди (Cestoda). Вид поширений у Центральній та Східній Європі та Північній Азії.

## Опис
З овальним, що складається з одного сегмента, тілом, без чітко диференційованої голови, з невеликою присоскою на передньому кінці. У передній частині тіла є залоза, що виділяє речовину, яка дозволяє розчиняти органіку, щоб легше проникнути у тканини господаря. Там розміщується статевий отвір. тіло завдовжки до 6,5 см. A. foliacea паразитує в стерляді. Проміжним господарем є рачки-бокоплави (Dikerogammarus haemobaphes, Gammarus platycheir, Corophium curvispinum) або мізіди Metamysis strauchi у його порожнині розвивається личинка. Коли риба з'їдає рачка, личинка у тілі риби перетворюється у дорослу особину та стає статевозрілою.